# Esperiopsis incognita
Esperiopsis incognita är en svampdjursart som beskrevs av Stephens 1916. Esperiopsis incognita ingår i släktet Esperiopsis och familjen Esperiopsidae. Inga underarter finns listade i Catalogue of Life.